# 배영초등학교 (부산)
배영초등학교는 대한민국 부산광역시 강서구에 있는 공립 초등학교이다.

## 학교 연혁
- 1927년 4월 1일 배영사설강습소 개소
- 1946년 5월 1일 대저배영공립국민학교 개교(설립인가 4월 30일)
- 1978년 2월 15일 부산직할시 편입
- 1980년 9월 1일 배영국민학교로 개칭
- 1984년 3월 1일 신축교사 준공
- 1992년 8월 25일 한·일교류활동 시작
- 1996년 3월 1일 배영초등학교로 개칭
- 1996년 12월 10일: 어학실 설치(총동창회 지원)
- 1999년 7월 19일: 차양대 및 목련관(풍물연습장) 완공
- 2001년 10월 12일: 제8회 강서어린이풍물대회 최우수상 수상
- 2004년 12월 15일: 모둠학습실 설치

## 학교 상징
- 교목(校木) - 향나무
- 교화(敎化) - 목련

## 참고 자료
- 배영초등학교 - 한국교육학술정보원 학교알리미